# Пласт (місто)
Пласт - місто в  Росії, обласного підпорядкування Челябінської області. Адміністративний центр Пластовського району

## Назва
Назва міста походить від геологічної особливості місцевості - пластообразних поклади золотоносних пісків.

## Географія
Місто розташоване за 125 км на північний захід від Челябінська.

## Історія
Заснований на місці декількох шахтарських селищ, де з 1845 року добувається золото. З роками селища злилися в єдиний населений пункт, який на 1919 - 1931 роках носив назву Єкатеринбурзька сільрада, а в 1931 році був перейменований в селище Пласт.

## Населення
Населення — 17 531 осіб.
| 1931    | 1939    | 1959    | 1967    | 1970    | 1979    | 1989    |
| ------- | ------- | ------- | ------- | ------- | ------- | ------- |
| 9900    | ↗24 100 | ↗25 897 | ↘25 000 | ↘22 746 | ↘19 271 | ↘18 880 |
| 1992    | 1996    | 1998    | 2002    | 2003    | 2005    | 2006    |
| ↗19 000 | ↘18 800 | ↘18 600 | ↘17 422 | ↘17 400 | ↘17 200 | ↗17 300 |
| 2007    | 2008    | 2009    | 2010    | 2011    | 2012    | 2013    |
| →17 300 | ↗17 443 | ↗17 458 | ↘17 342 | ↘17 304 | ↘17 248 | ↘17 209 |
| 2014    | 2015    | 2016    | 2017    |         |         |         |
| ↗17 260 | ↗17 531 | ↘17 483 | ↗17 648 |         |         |         |

## Люди, пов'язані з містом
- Антуан Пітерс Баллас (р. Пласт) - перший золотопромисловець міста

## Фотографії

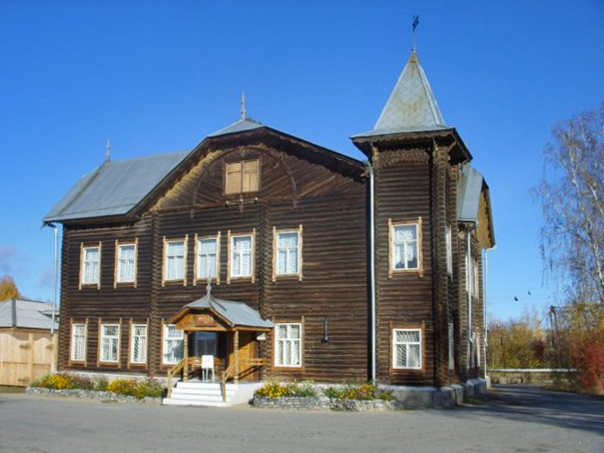
Краєзнавчий музей
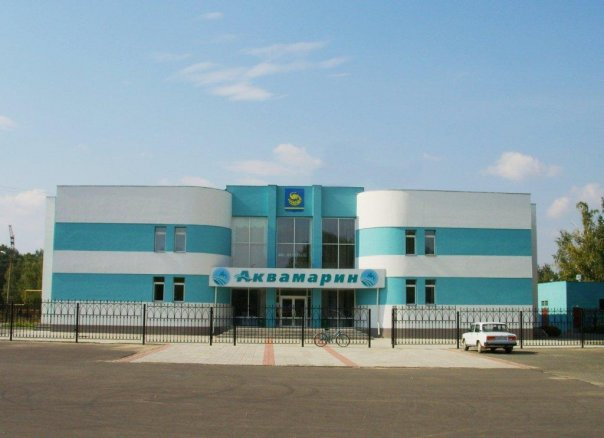
Басейн «Аквамарин»
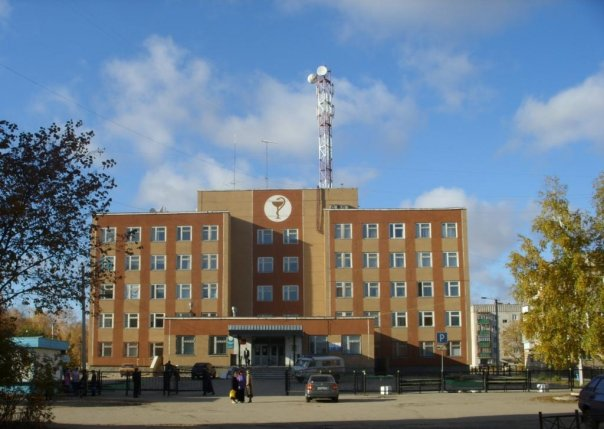
Міська поліклініка
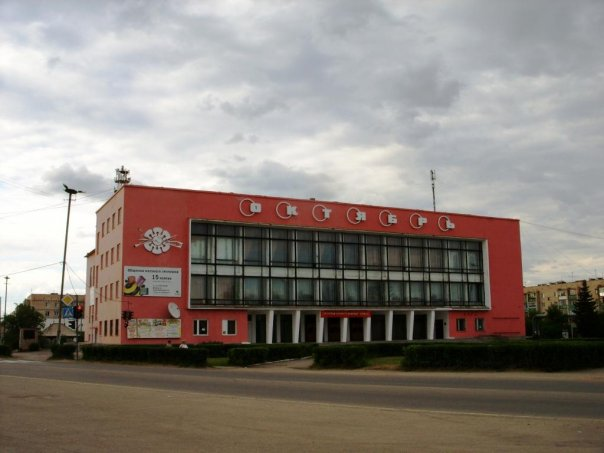
ДК «Жовтень»